# Ayora (España)
Ayora es un municipio y una localidad de España situada al suroeste de la provincia de Valencia, en el centro de la Comunidad Valenciana. Se encuentra en la comarca del Valle de Ayora y forma parte, asimismo, del partido judicial de Requena. Cuenta con una población de 5284 habitantes (INE 2024). Se trata de un municipio castellanohablante, en el que el castellano cuenta con el predominio lingüístico reconocido legalmente.

## Toponimia
Hay varias opiniones sobre el origen del topónimo. Según Joan Corominas derivaría del árabe uyura, con un significado de onagro, asno salvaje. Para Álvaro Galmés de Fuentes, sin embargo, provendría de la raíz prerromana abia, río, más el sufijo diminutivo latino ola. Esto daría como resultado Abiola; la sílaba /-bi-/ palatalizaría en /y/ y la sílaba /o/ no diptongaría por influencia mozárabe.

## Geografía

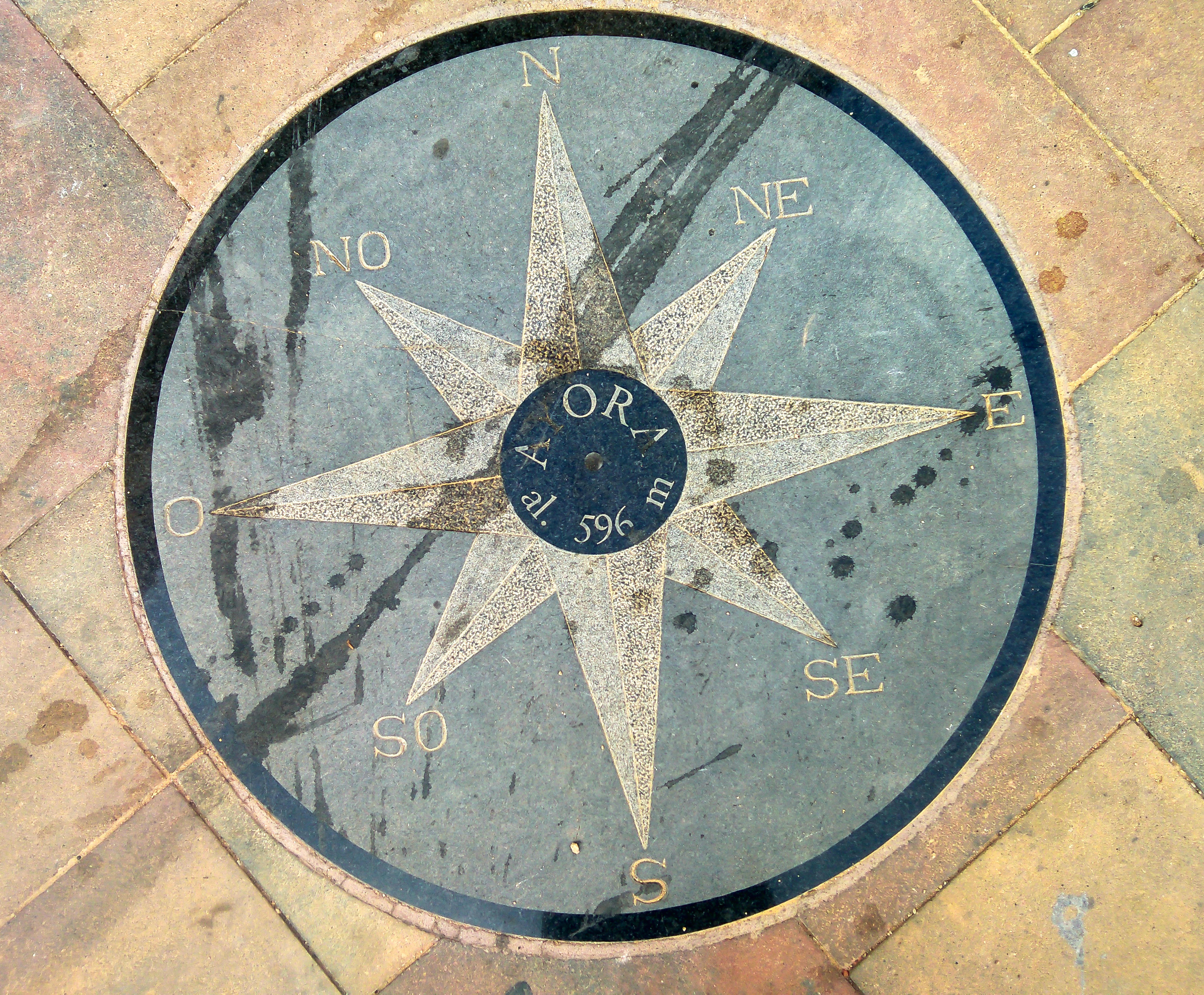
Ayora se encuentra a 596 m s. n. m.

El término municipal de Ayora, que abarca una superficie de 446 km², está situado al suroeste de la provincia de Valencia, en los límites con la provincia de Albacete, siendo uno de los más extensos de la Comunidad Valenciana. Está integrado en la comarca de Valle de Ayora, de la que ejerce de capital, situándose a 123 kilómetros de la capital valenciana. Su territorio está representado en las hojas MTN50 (escala 1:50 000) 768 y 793 del Mapa Topográfico Nacional.
El término municipal está atravesado por la carretera nacional N-330 entre los pK 100 y 116, además de por carreteras locales que la conectan con localidades cercanas como Enguera (CV-590) o Carcelén (CV-440).
| Noroeste: Carcelén (Albacete) y Jarafuel       | Norte: Zarra y Teresa de Cofrentes | Noreste: Bicorp      |
| Oeste: Carcelén (Albacete) y Alpera (Albacete) |                                    | Este: Bicorp y Quesa |
| Suroeste Alpera (Albacete)                     | Sur: Almansa (Albacete)            | Sureste: Enguera     |

### Clima

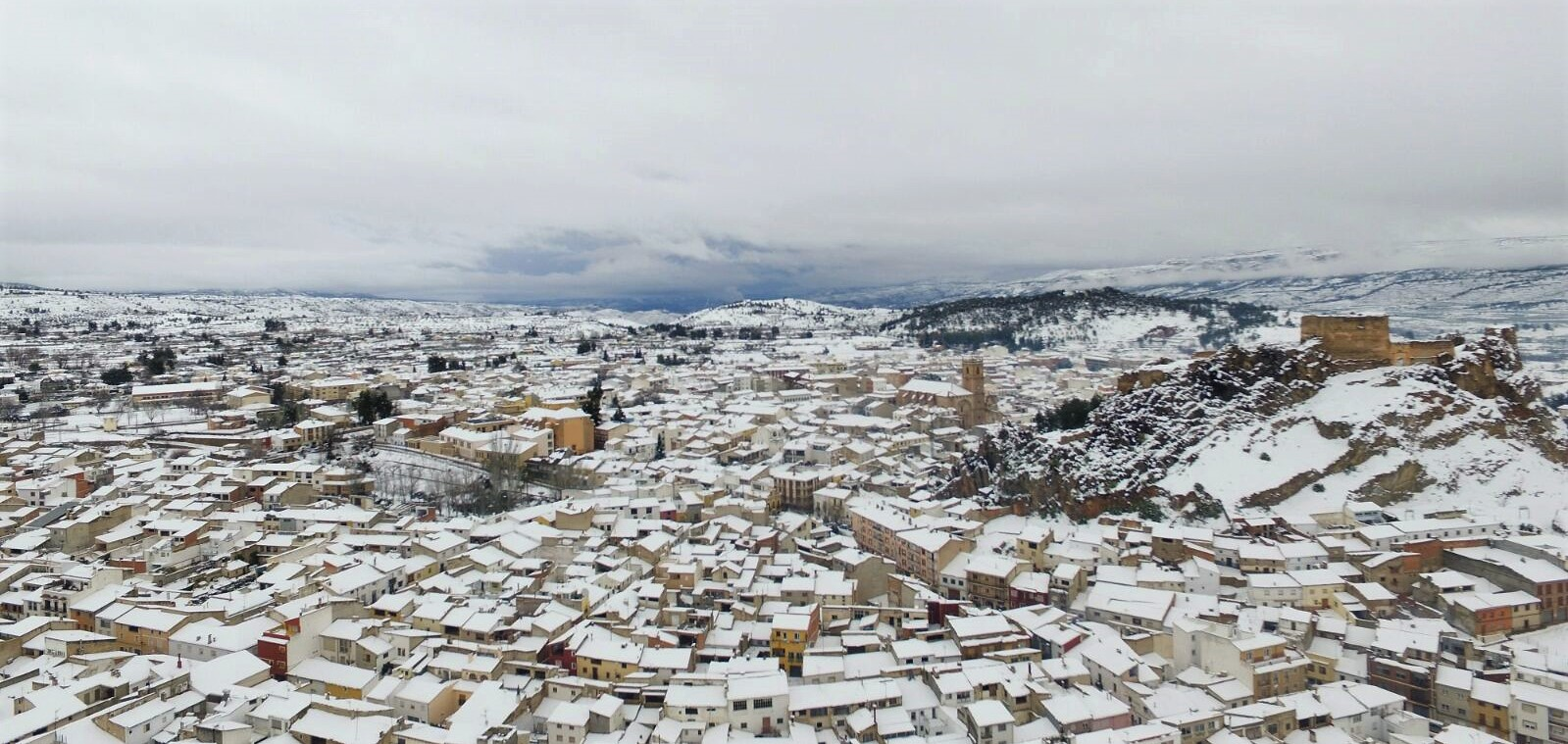
Nevada en enero de 2017

El clima en el municipio se clasifica como mediterráneo, de inviernos fríos y veranos cálidos y secos. La oscilación térmica anual supera los 15 °C. Las precipitaciones se reparten de forma irregular a lo largo del año, con escasez de las mismas en verano y máximos en primavera y otoño.
Según la clasificación climática de Köppen, Ayora se encuadra en la variante Csa, es decir clima mediterráneo de veranos cálidos y secos, con la media del mes más cálido superior a 22 °C. Según los datos de la estación meteorológica ubicada en Casa Honrubia, los parámetros climáticos promedio aproximados del municipio son los siguientes:
| Parámetros climáticos promedio de Ayora Casa Honrubia                                                                                     | Parámetros climáticos promedio de Ayora Casa Honrubia | Parámetros climáticos promedio de Ayora Casa Honrubia | Parámetros climáticos promedio de Ayora Casa Honrubia | Parámetros climáticos promedio de Ayora Casa Honrubia | Parámetros climáticos promedio de Ayora Casa Honrubia | Parámetros climáticos promedio de Ayora Casa Honrubia | Parámetros climáticos promedio de Ayora Casa Honrubia | Parámetros climáticos promedio de Ayora Casa Honrubia | Parámetros climáticos promedio de Ayora Casa Honrubia | Parámetros climáticos promedio de Ayora Casa Honrubia | Parámetros climáticos promedio de Ayora Casa Honrubia | Parámetros climáticos promedio de Ayora Casa Honrubia | Parámetros climáticos promedio de Ayora Casa Honrubia |
| Mes | Ene.                                                  | Feb.                                                  | Mar.                                                  | Abr.                                                  | May.                                                  | Jun.                                                  | Jul.                                                  | Ago.                                                  | Sep.                                                  | Oct.                                                  | Nov.                                                  | Dic.                                                  | Anual                                                 |
| --- | ----------------------------------------------------- | ----------------------------------------------------- | ----------------------------------------------------- | ----------------------------------------------------- | ----------------------------------------------------- | ----------------------------------------------------- | ----------------------------------------------------- | ----------------------------------------------------- | ----------------------------------------------------- | ----------------------------------------------------- | ----------------------------------------------------- | ----------------------------------------------------- | ----------------------------------------------------- |
| Temp. media (°C) | 5.90                                                  | 7.10                                                  | 9.50                                                  | 11.40                                                 | 14.10                                                 | 19.50                                                 | 22.50                                                 | 22.30                                                 | 19.80                                                 | 14.90                                                 | 9.80                                                  | 7.50                                                  | 13.7                                                  |
| Precipitación total (mm) | 43.00                                                 | 35.50                                                 | 35.60                                                 | 48.20                                                 | 66.20                                                 | 46.20                                                 | 16.60                                                 | 20.50                                                 | 22.80                                                 | 38.10                                                 | 45.50                                                 | 39.20                                                 | 457.4                                                 |
| Fuente: Ministerio de Agricultura y Pesca, Alimentación y Medio Ambiente. Datos de precipitación (1975-1989) y de temperatura (1977-1989) |                                                       |                                                       |                                                       |                                                       |                                                       |                                                       |                                                       |                                                       |                                                       |                                                       |                                                       |                                                       |                                                       |

### Relieve
El municipio se sitúa en el interior de la gran fosa tectónica que se abre, con una dirección norte-sur, al oeste del Macizo del Caroche y al este de una serie de muelas y sierras, destacando la sierra Palomeras (al este) y la sierra de Mugrón (al suroeste). La fosa central es el resultado de una falla de distensión que se prolonga a través del Sistema Ibérico valenciano, y que posteriormente continúa su trazado hacia el sur a través de los Sistemas Béticos, dando lugar a la fosa del Vinalopó. Así pues, la fosa central, que actúa de espina dorsal y separa los relieves constituidos por amplias muelas, plataformas tabulares y pequeñas fosas o corredores interiores, es un «valle de valles». Es decir, que en su interior han quedado al descubierto afloramientos en forma de cerros y colinas, que individualizan los cursos de agua. Los movimientos geológicos y la erosión fluvial en la fosa central han dado como resultado un paisaje de suaves pendientes y barrancos, formando un amplio corredor en la zona meridional entre Ayora y Almansa, que tiende a complicarse hacia el norte. Por tanto, el paisaje de Ayora tiene como componentes base a este gran corredor, creado por la prolongación hacia el sur de la fosa central, y a los relieves tabulares orientales y occidentales.
La altitud del municipio oscila entre los 1260 m del cerro de Palomeras, al oeste, y los 530 m junto al río Reconque, al norte. El pueblo se alza a 645 m sobre el nivel del mar.

### Núcleos de población

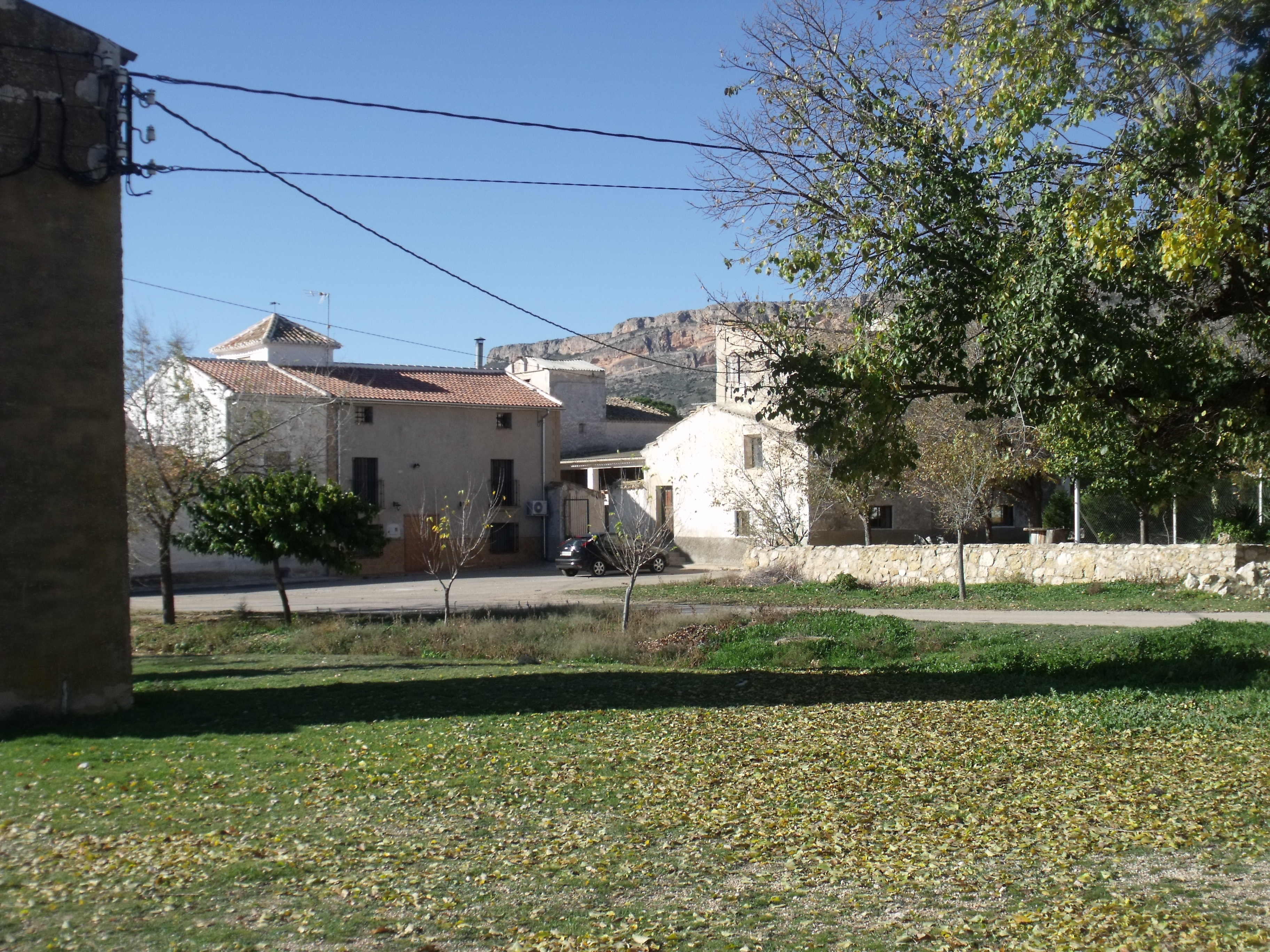
La aldea de San Benito se encuentra junto a la antigua laguna, hoy desecada

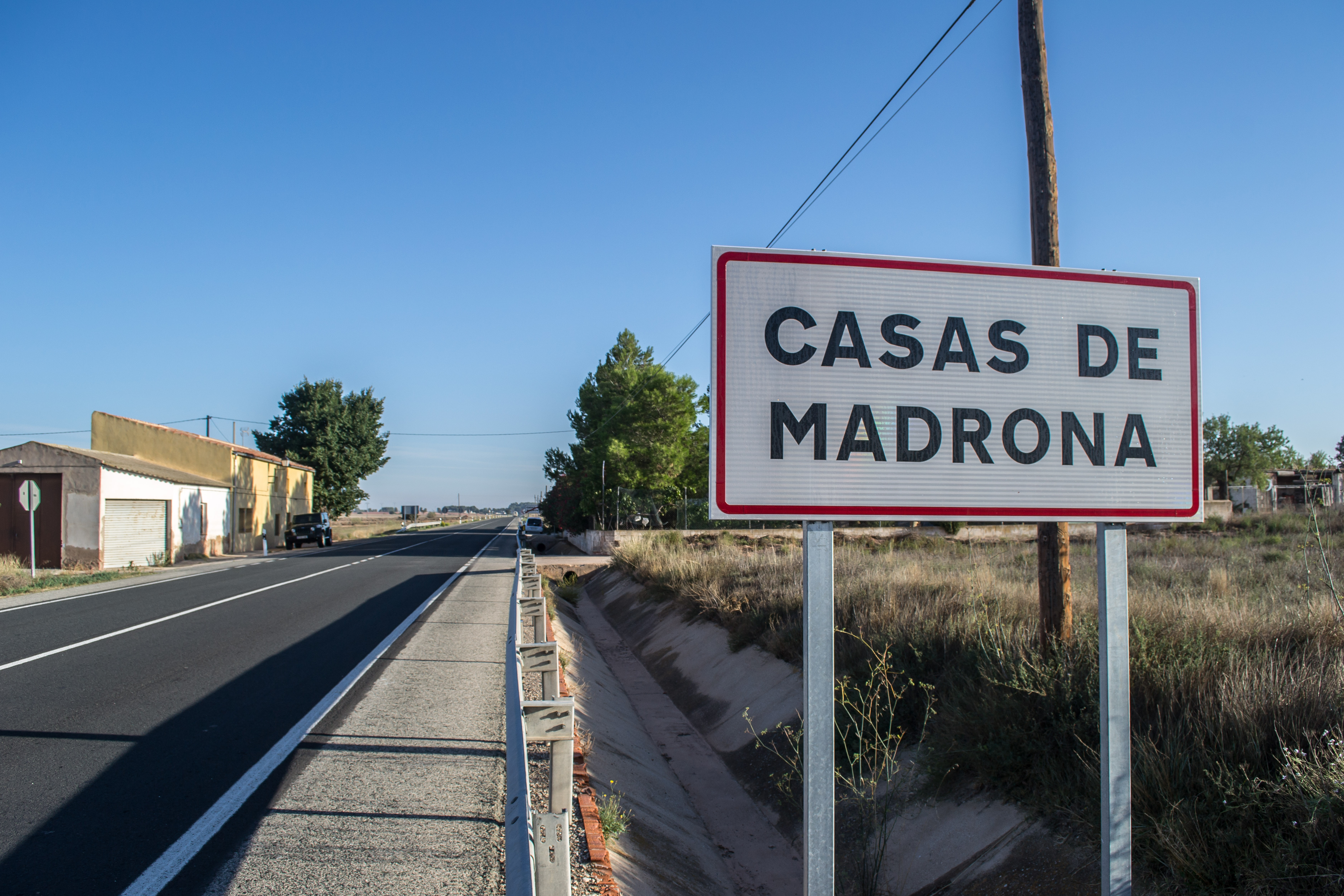
Entrada a Casas de Madrona

En el término municipal de Ayora se encuentran también los siguientes núcleos de población:
- Casas de Madrona.
- San Benito, junto a la antigua Laguna de San Benito.
- La Vega.

## Historia

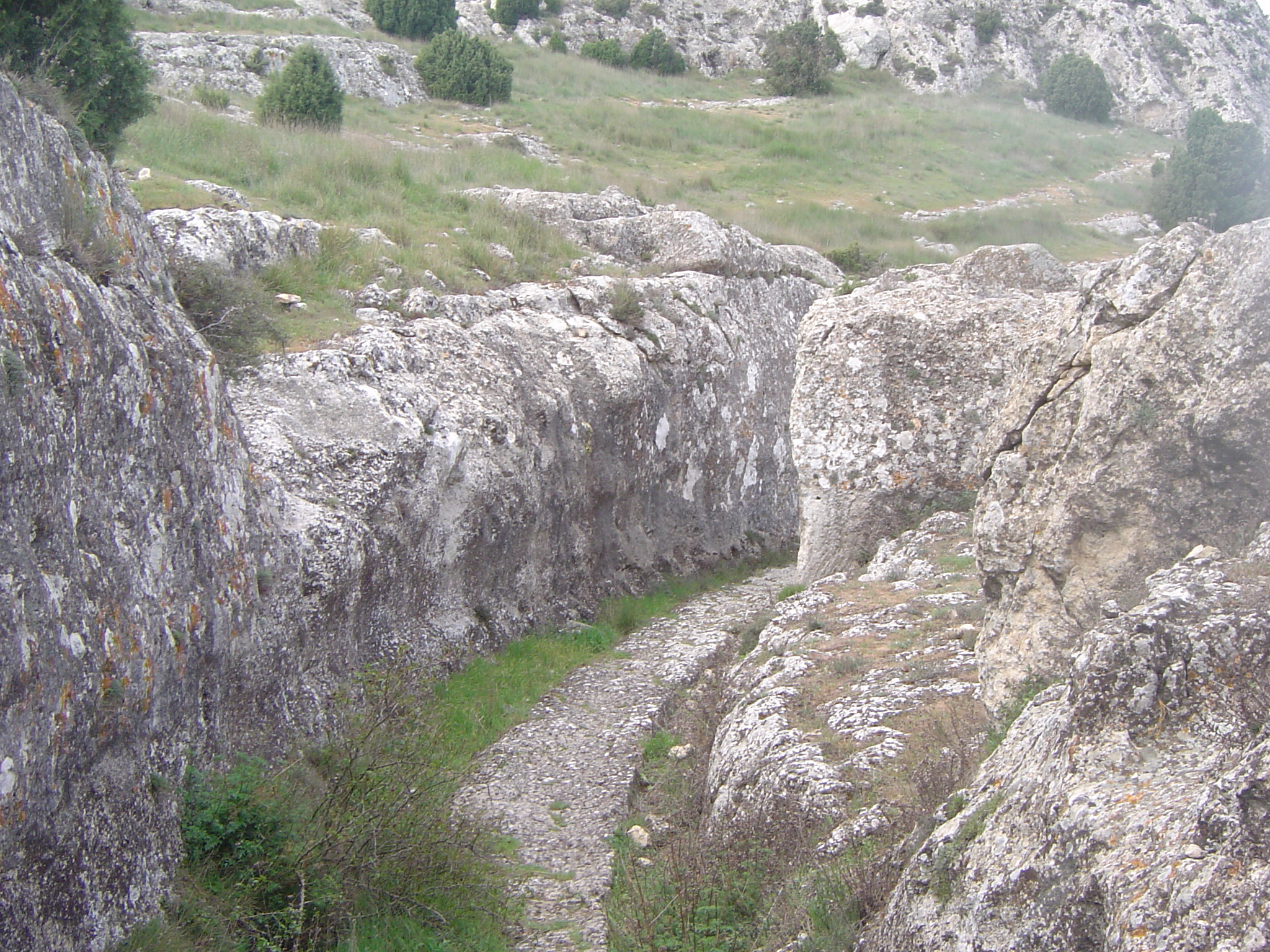
Detalle del camino de acceso al Castellar de Meca

La historia reciente de Ayora está marcada tanto por su situación política fronteriza entre la Corona de Castilla y la Corona de Aragón desde la Reconquista como por su situación geográfica en la cabecera de un valle significativamente aislado.
Después de un periodo histórico común con el resto del sureste peninsular, tan solo destacable actualmente por restos pictóricos y funerarios de cierta importancia (incluyendo diversas cuevas con arte rupestre) y sobre todo por el destacable Mugrón de Meca o Castellar del Mugrón de Meca con restos de una muy importante población íbera, que posteriormente fue romana y en menor medida árabe (en esa época se decidió bajar a habitar el llano y los restos en esta zona se dispersan), llegó la Reconquista de los reinos cristianos del norte.
La Reconquista marcó la historia contemporánea de Ayora y su entorno. Conquistada en primera instancia por Aragón (Jaime I) y cedida poco después a Castilla en virtud de tratados de reparto de los nuevos territorios arrebatados a los árabes, pasó menos de 40 años bajo bandera castellana.

### Prehistoria
Los documentos más extraordinarios de la Prehistoria ayorina son sus estaciones y su arte rupestre prehistórico de las que tiene una aceptable representación y fue esta localidad la primera de toda la Comunidad Valenciana en que aparecieron los dos artes postpaleolíticos más importantes: el «arte levantino», expresión creencial de los últimos cazadores-recolectores epipaleolíticos (hace 10 000 años) y el «arte esquemático», manifestación igualmente creencial de los grupos productores neolíticos (hace 6500 años).
Su descubridor científico fue el maestro, vecino de Bonete, Pascual Serrano Gómez, descubridor también en 1910 de la Cueva de la Vieja de Alpera, en 1911 con el hallazgo de la cueva de Tortosilla y los abrigos del Barranco del Vizconde. Por aquellos años, el investigador francés Henri Breuil dio a conocer las pinturas del Barranco Hondo —hoy mencionadas como abrigo de Pedro Mas – y la Cueva del Rey Moro en el Castellar de Meca.
Más recientemente se descubrió el interesante friso del Abrigo del Sordo.
Del valor tan relevante de estas manifestaciones se apercibió la Unesco, en 1998, al declararlas Patrimonio de la Humanidad bajo el nombre administrativo convencional de arte rupestre del arco mediterráneo de la península ibérica.
Se pueden encontrar huellas de la Prehistoria, destacando fases del Neolítico (como el Bancal de los Infiernos o la Cueva del Duende), de la Edad del Bronce (Cerro de la Marta, Puntal del Olmo Seco) y de la cultura ibérica, como el Poblado íbero Castellar de Meca, gran ciudad-fortaleza formada con piedra, única por la amplitud de su camino y sus múltiples aljibes y almacenes, todos labrados en la misma roca del lugar. En él se han encontrado partes de cerámica y monedas, así como diferentes objetos.

### Época romana
Con la llegada de las legiones romanas y la posterior latinización llegó la decadencia del lugar y la ocupación de las tierras bajas, donde se instalaron nuevos asentamientos en los llanos a merced de la extensa pax romana. Se han hallado diferentes yacimientos de la época como Los Palancares, los Arcellares, la Casa del Collado de San Juan, Casas de Madrona, Casas del Hondo, Villa de la Hunde, San Benito o la Casa del Baile, se ignora si existió algún centro importante en la localidad. No obstante, se ha intentado identificar a Ayora con Axenia -que comenta el historiador griego Apiano en su Sobre Iberia-, mercado celtíbero que fue sitiado por Quinto Fulvio Nobilior antes de la toma de Numancia, motivo que produjo la desaparición de algún tipo de resto con información del lugar. Se ha sugerido que Axenia podría ser Axinio, la localidad soriana de Uxama Argaela.

### Entrada de los visigodos
La posterior entrada de los pueblos visigodos es totalmente desconocida, ya que apenas han llegado vestigios de la época, aunque sí se puede suponer que fue una irrupción violenta.

### Ocupación musulmana
La ocupación musulmana del siglo VIII tuvo especial trascendencia en Ayora. En el 790, tras la muerte de Teodomiro, señor de la zona, el Valle pasó a incorporarse al Emirato andalusí y posteriormente al califato de Córdoba. A Ayora llegaron pobladores musulmanes, que coexistieron pacíficamente con los cristianos, conservando estos últimos su religión y sus costumbres. Esta coexistencia, garantizada por varios privilegios, se mantuvo hasta 1609 con la expulsión de los moriscos. Los árabes llamaron «Anadar Liaura" al Valle, expresión que quiere decir «valle desde donde se mira la villa de Ayora».
De la prolongada y enriquecedora permanencia islámica quedan restos del importante sistema defensivo que crearon (construcción o remodelación de los castillos de la zona), barrios con callejas estrechas y tortuosas (como el barrio de los Altos, en el que estuvo la antigua mezquita) y una abundante acumulación toponímica.

### Reino de Castilla
Con la expansión conquistadora de los reinos cristianos medievales, la lucha por la posesión del Valle enfrenta con frecuencia a castellanos y aragoneses y estas tierras cambiaron a menudo de dueño retornando, en ocasiones, a sus señores musulmanes. Estos encuentros y disputas fronterizas se resolvieron con la reconquista por el rey Jaime I el Conquistador, que la cede a Castilla en el Tratado de Almizra (1244), por lo que la repoblación se lleva a cabo desde el primer momento por castellanos, lo que explica el estilo de hablar castellano de la comarca. Los musulmanes de Ayora –convertidos ahora en mudéjares y posteriormente en moriscos– tuvieron que abandonar el núcleo principal, construyendo un arrabal fuera de los muros de la villa: «la morería» –actual barrio de Santa Lucía–.
La pertenencia al Reino de Castilla se mantendrá hasta 1281 pues con la firma del Tratado de Campillo entre el rey castellano Alfonso X el Sabio y Pedro III de Aragón por el que se cede el Valle de Cofrentes o de Ayora como compensación de guerra por la ayuda prestada en la pacificación de la revuelta morisca. No obstante, la definitiva integración de Ayora en el Reino de Valencia, parte de la Corona de Aragón, no se fija hasta la firma del Acuerdo de Elche en 1305, durante el reinado de Jaime II.
Bajo el reinado de Jaime II, mediante un nuevo tratado que definía las fronteras entre las coronas cristianas, Ayora quedó definitivamente ligada a el reino de Valencia.
Los sucesivos señores del Valle concedieron varios privilegios, dada su posición estratégica y su carácter fronterizo, destacando el Privilegio rodado de Alfonso X de Castilla (documento más antiguo conservado en la Villa) que recoge una serie de concesiones o franquicias que el rey otorga a Ayora.

### Reino de Valencia
Aunque Ayora pertenece definitivamente al Reino de Valencia desde 1305, debido a su situación fronteriza se vio envuelta en las guerras entre Castilla y Aragón a lo largo del siglo XIV, sobre todo en el conflicto dinástico que enfrentó a Pedro I de Castilla y Pedro IV de Aragón siendo invadida y asediada en repetidas ocasiones. Una vez finalizada la guerra con el asesinato de Pedro I, Pedro IV dividió el Reino de Valencia en dos gobernaciones: Valencia y Orihuela, quedando el valle en la primera.
Al ayorino (nacido en 1370) Miguel Molsós (pavorde) se le encargó la necesidad de legitimar la erección colegial, paso previo para la erección en catedral, de la iglesia oriolana de El Salvador al ser destituido el Papa Luna (Benedicto XIII) (27-7-1417) y finalizar el Cisma de Occidente quien así la había erigido el 13-4-1413. A petición del pavorde Molsós, del obispo de Valencia Alfonso de Borja (futuro Calixto III) y del rey Alfonso V de Aragón, el papa Martín V concedió (28-1-1430) a la iglesia de Orihuela el vicariato general foráneo (jurisdicción sobre la parte de la diócesis de Cartagena perteneciente al Reino de Valencia, lo que incluía al arciprestazgo de Ayora) con el nombramiento del propio Miguel Molsós, que falleció en 1433 (sepulcro, con imagen orante del clérigo en el interior de una hornacina, a la entrada de la Capilla de la Comunión, o de la Eucaristía, de la catedral de Orihuela). En la segunda mitad del siglo XX, el arciprestazgo de Ayora se segregó (13-3-1954) de la diócesis de Orihuela y se agregó a la archidiócesis de Valencia.
El siglo XIV destacó también por la aparición de epidemias de hambre y peste en 1392, marco en el que surge el milagro del Ángel de Ayora, cuya tradición ha llegado hasta la actualidad.

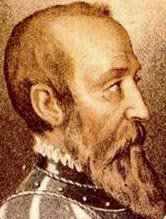
Rodrigo Díaz de Vivar y Mendoza, dueño del señorío de Ayora

Durante ese período el señorío de Ayora pasó por varias manos, hasta que en 1491 es comprado por Rodrigo de Mendoza, marqués del Zenete (Granada). Su hija y heredera, Mencía de Mendoza y Fonseca (Jadraque (Guadalajara) 1508 + Valencia 1554), mujer muy culta y de gran formación, tuvo una gran influencia como Señora de Ayora, de la villa y su castillo, ya que gracias a ella llega la influencia del Renacimiento, plasmada en el inicio de la construcción de la iglesia parroquial y en la llamada «puerta falsa» del castillo, construida por mandato suyo. Tras su muerte (está enterrada en la Capilla de los Reyes, del Convento de Santo Domingo, en Valencia) sin descendencia, la heredera fue su hermana María, que contrajo matrimonio con Diego Hurtado de Mendoza. Con el hijo de ambos la villa entró en la casa del ducado del Infantado, en la que perduró hasta el siglo XIX.
La promulgación del edicto de expulsión de Felipe III (1609), que disponía la obligatoriedad de que todos los moriscos fueran expulsados y los duros términos que contenía provocó levantamientos en toda la comarca donde, a excepción de Ayora, eran mayoría. Refugiados en la Muela de Cortes, al amparo de baluartes naturales de fácil defensa, se opusieron a la fuerza institucional, luchando desesperadamente, proclamándose su caudillo Turigi, rey de la comarca. Al fin, sofocada la rebelión, no sin grandes esfuerzos y pérdidas de las partidas reales, Turigi es ajusticiado en Valencia y los moriscos son definitivamente expulsados.
Esta expulsión tuvo graves consecuencias ya que agravó el problema de la despoblación con la consiguiente ruina de la agricultura y demás actividades económicas, situación que se prolongará durante los siglos XVII y XVIII ya que los vacíos provocados por el decreto no fueron cubiertos por gentes de Valencia, que no disponía de suficientes recursos demográficos ni, al parecer, había tampoco buena disposición popular a ocupar tierras tan duras y apartadas. Esta lamentable situación se agravó por los problemas de sequías, hambres y epidemias. Se produjo una repoblación de familias principalmente aragonesas, navarras y castellanas de manera simultánea a la repoblación de la vecina comarca de la Canal de Navarrés.

### Guerra de Sucesión
El conflicto internacional de la guerra de sucesión española (1701-1715) entre Felipe de Anjou –el futuro rey Felipe V– y el Archiduque Carlos afectó directamente a la villa por su proximidad a Almansa al verse afectada por los efectos bélicos preparatorios a la confrontación en la batalla de Almansa (1707), que supondrá la victoria definitiva de Felipe V. El apoyo ayorino a la causa del archiduque Carlos fue duramente castigado con el sitio de las tropas borbónicas felipistas, dirigidas por el conde de Pinto, el asalto a la villa y el incendio del castillo. A la destrucción del castillo se suman las pérdidas humanas y económicas –cultivos destrozados y viviendas saqueadas–. Asimismo se destruyó parte del archivo parroquial y casi la totalidad del archivo municipal.

### Llegada de los Borbones
Con los Borbones —de 1707 a 1789— el valle perteneció al gobierno de Valencia. En 1789, con la división del Conde de Floridablanca, se creó el Govern, Partit o Corregiment de Cofrents, perteneciendo Ayora al arzobispado de Orihuela.
De esta época, finales del siglo XVIII, se puede conocer la situación de la villa por las observaciones recogidas por el geógrafo Cavanilles en su obra Observaciones... del Reino de Valencia.

### Dominación napoleónica
Con la dominación napoleónica el Valle pasó a pertenecer a la Prefectura del Cabo de la Nao y se volvieron a repetir los desmanes de la guerra. En julio de 1808 el pueblo llano se amotinó y asesinó al Alcalde Mayor. El gobernador de Valencia envió tropas y ejecutó a garrote vil a los cabecillas de los amotinados. En mayo de 1812 las tropas francesas saquearon la villa, apoderándose del convento de Santo Domingo, y de nuevo fue saqueada en septiembre. La reacción de los vecinos fue la de atacar a los franceses aprovechando todo tipo de estratagemas.
En 1822, con la división provincial, se incluye al Valle en la provincia de Játiva, y en 1833, con la configuración de las actuales provincias, queda incluido en la provincia de Valencia.

### Guerras carlistas
Años más tarde las guerras carlistas acosan repetidamente a los habitantes de la villa, con acciones de bandidaje, represalias o recluta de fuerzas, ocasionados por las partidas carlistas que atravesaban el valle.

### Guerra Civil
A finales del siglo XIX y principios del XX hubo un aumento considerable de la producción agrícola y un débil intento de industrialización que no acabaría de consolidarse. Se crearon pequeñas industrias complementarias de la agricultura, que se tradujeron en un auge demográfico que se mantiene hasta la crisis de los años 20. La Guerra Civil se vivió de forma trágica por las continuas represalias y saqueos. La posguerra trajo consigo nuevas dificultades, a pesar de cierto aumento demográfico motivado por el reflujo de la ciudad al campo a causa del hambre, y al final de los cincuenta la regresión económica y demográfica fue muy acusada, aunque con tímidos intentos de superación como la creación del sector textil, la diversificación de los servicios y la construcción de la central nuclear de Cofrentes.

### Época actual
Son destacables dos trágicos sucesos: el gran incendio forestal de 1978, que arrasó toda la Sierra, y las inundaciones del miércoles 20 de octubre de 1982.

## Geografía humana

### Organización territorial
- Los Altos: barrio más próximo al castillo, cobijado en su falda norte. Es el antiguo núcleo medieval, de estrechas y empinadas calles, con casas pintadas con los colores blanco y azul, utilizados antaño. Este barrio está presidido por la primitiva parroquia de Santa María.[13]
- El Hueco: zona de ensanche de época renacentista. Sus ejes principales son la plaza Mayor –con su característica fuente de La Negrita–, la calle de la marquesa del Zenete (citada por el botánico Cavanilles a finales del siglo XVIII «superior a cuantas hay en el Reino de Valencia») y la calle Empedrá, sin olvidar los típicos callejones. En él se halla la monumental iglesia parroquial de la Asunción de Nuestra Señora.
- Santa Lucía: antigua morería. La muestra más fidedigna de ello es la actual ermita de Santa Lucía que es una reconversión en iglesia de lo que fue una mezquita. Tiene pequeñas calles (Santa Lucía, Las Callejas y Sin Salida) de gran atractivo.[13]
- La Solana: barrio tradicional, cuyas casas son un claro exponente de la arquitectura popular, con casas de fachadas muy parecidas y de dos alturas. Destaca por su belleza la calle de San José, coronada por la ermita del mismo nombre.
- Santa Bárbara: también llamado El Barrio. Fue el antiguo barrio judío de la población. Su centro es la ermita del mismo nombre. Sus tranquilas calles invitan al paseo.

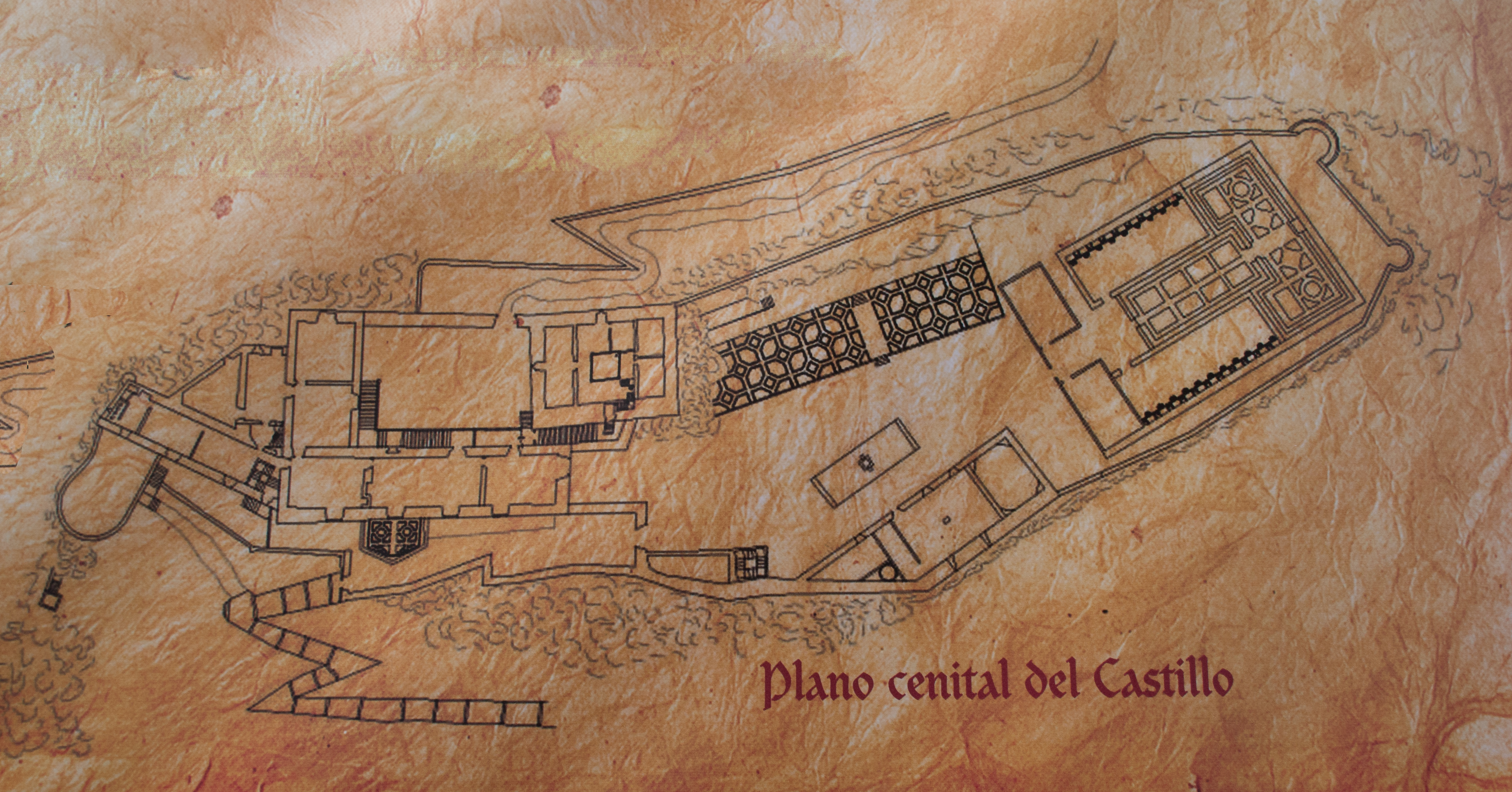
Plano en planta del castillo

- Castillo de Ayora: Palacio-Fortaleza del duque del Infantado. Este monumento se sitúa en una elevación en el centro de la villa. Edificado posiblemente a mediados del siglo XIII, tras la reconquista cristiana, sobre una antigua construcción árabe. El conjunto estuvo compuesto por el palacio-residencia de cuatro plantas, tenía dos plazas fuertes y una gran torre del homenaje, además de otras dependencias para soldados y servidumbre, aljibes y jardines. El conjunto estaba rodeado por cerca de mil metros de murallas y torreones de defensa.
- Los Corrales: Es de los más periféricos del pueblo ya que se encuentra más allá de las que algún día fueron las murallas del castillo de Ayora, y se sitúa en dirección Almansa (sur).
- Chichiles: Barrio muy próximo a las afueras del pueblo.

### Demografía
Ayora (España) cuenta con una población de 5284 habitantes (INE 2024).
| Gráfica de evolución demográfica de Ayora entre 1842 y 2021                                                         |
| |
| Población de derecho según los censos de población del INE Población de hecho según los censos de población del INE |

Pirámide de población
Los datos de la pirámide de población de 2015 se pueden resumir así:
- La población menor de 20 años es el 18,12 % del total.
- La comprendida entre 20-40 años es el 24,25 %.
- La comprendida entre 40-60 años es el 29,79 %.
- La mayor de 60 años es el 27,52 %.

Movimiento migratorio
En cuanto al colectivo inmigrante, según el padrón municipal de 2015 del INE, en Ayora residían 292 personas procedentes de otros países. Los colectivos más numerosos eran los procedentes de Reino Unido (83 personas), Rumanía (43 personas), Paraguay (24 personas), Marruecos (22 personas) y Polonia (13 personas).

### Comunicaciones
Regulación del tráfico urbano
El artículo 7 de la ley sobre Tráfico, Circulación de Vehículos a Motor y Seguridad Vial atribuye a los municipios unas competencias suficientes para permitir, entre otras, la inmovilización de los vehículos, la ordenación y el control del tráfico y la restricción de la circulación.
Red viaria
| Identificador | Denominación         | Itinerario                                |
| ------------- | -------------------- | ----------------------------------------- |
| N-330         | Carretera nacional   | Discurre entre Almansa y Candanchú.       |
| CV-590        | Carretera autonómica | Comunica con Rotglá y Corbera.            |
| CV-437        | Carretera autonómica | Discurre entre Casas de Madrona y Alpera. |
| CV-438        | Carretera autonómica | Discurre entre Alpera y Carcelén.         |
| CV-440        | Carretera autonómica | Comunica con Albacete.                    |

Autobús
Para el transporte de viajeros, las compañías Monbus y Chambitos ofrecen servicios por carretera a diferentes destinos como por ejemplo Valencia, Albacete, Almansa o Játiva.
Ferrocarril
La estación de ferrocarril más cercana es la de Almansa, situada a 21 kilómetros, perteneciente a la línea Madrid-Valencia. Dispone de servicios de larga y media distancia que conectan la ciudad con Madrid, Valencia, Barcelona, Albacete, Ciudad Real, Jaén y Alicante, entre otros lugares.
Transporte aéreo
Para el transporte aéreo, las opciones más cercanas son los aeropuertos de Valencia y Alicante-Elche, situados a 120 y 117 km. respectivamente.

## Economía

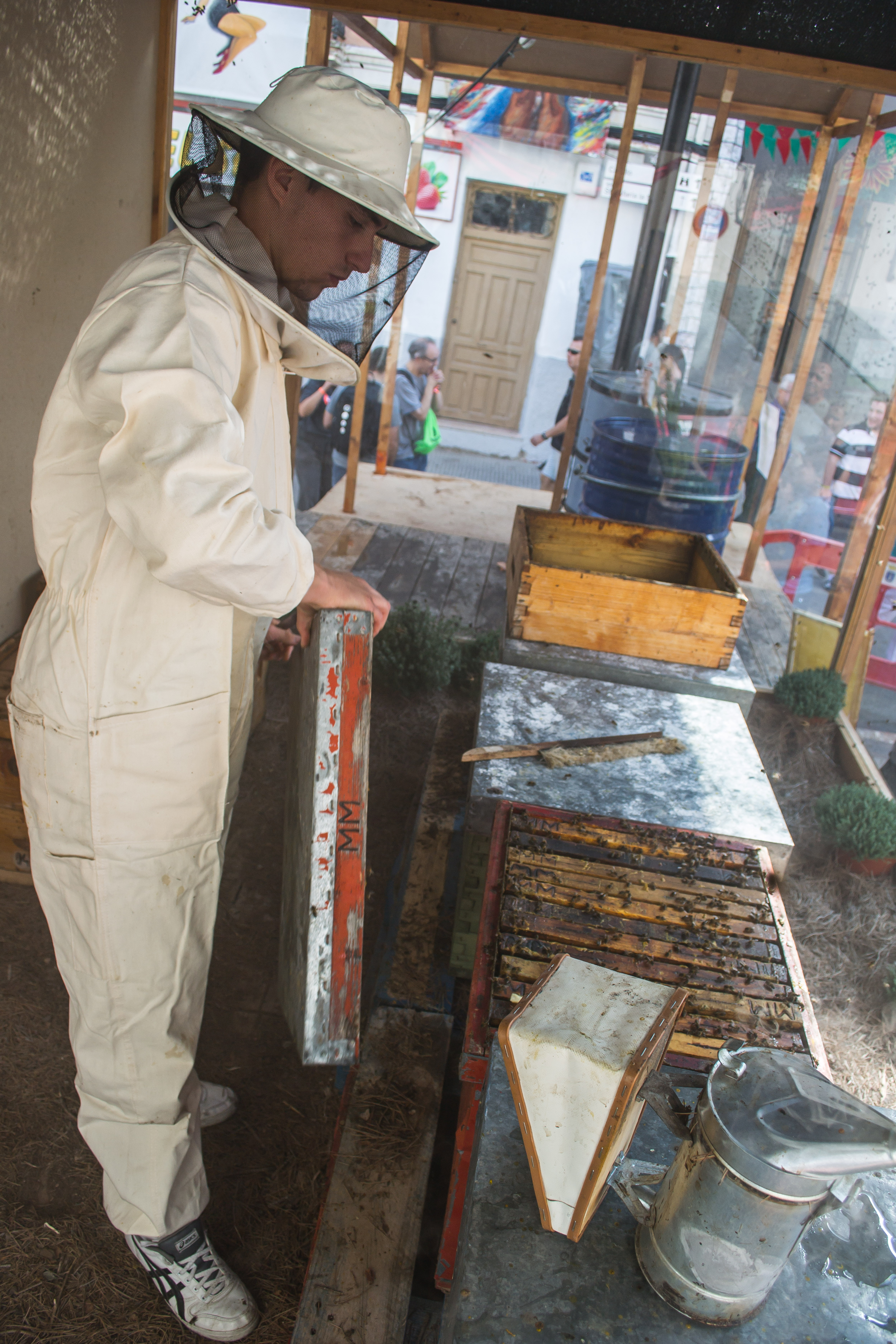
Apicultor en el Primer Corte de la Miel

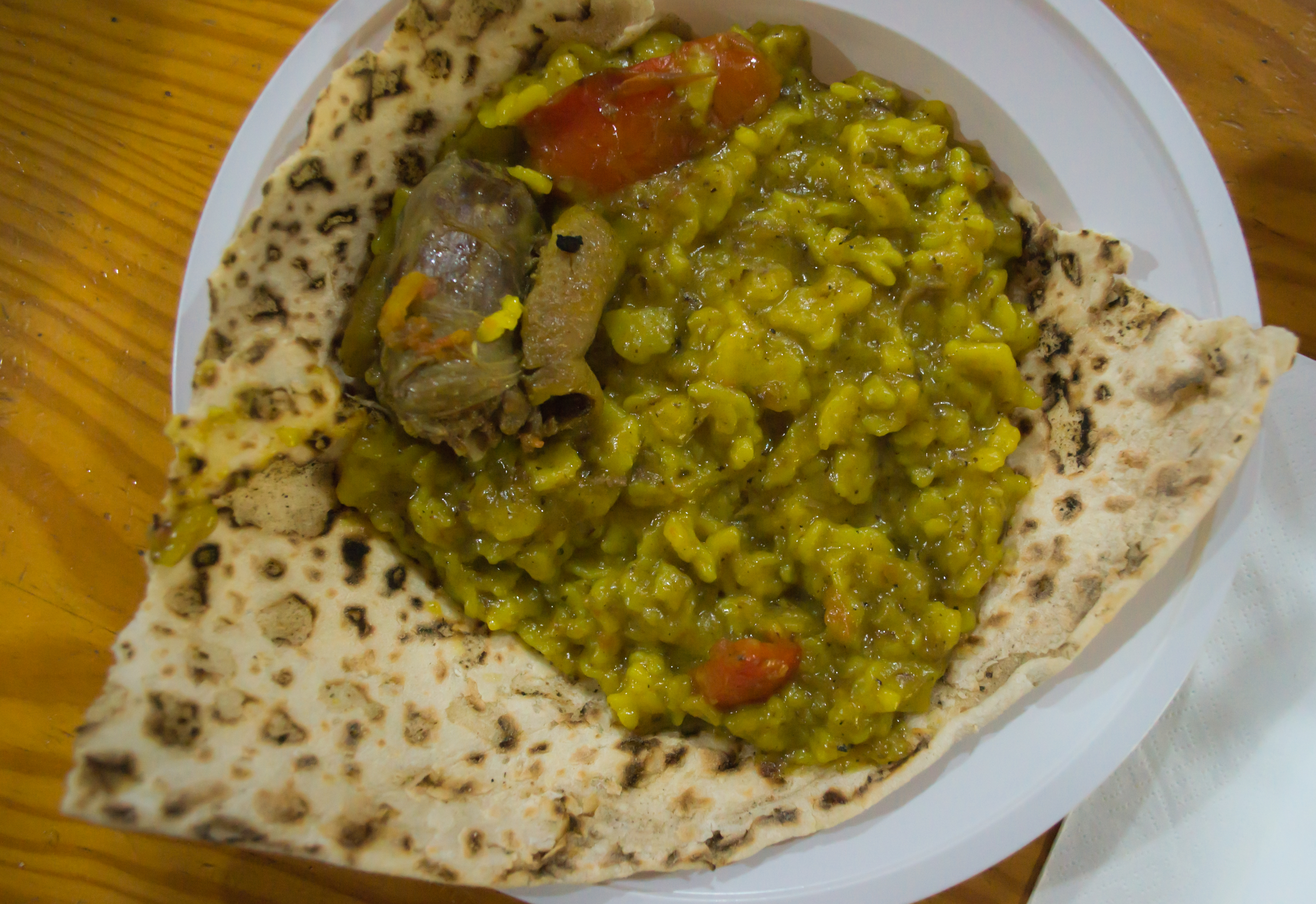
Gazpacho ayorino

Su economía está basada en la agricultura y la ganadería. Destaca la importancia de las explotaciones apícolas, convirtiéndose Ayora en el mayor impulsor de miel de todo el mundo. En esta misma localidad se encuentran las pinturas rupestres destacando la apicultura más antigua del mundo.
Durante el puente del Pilar Ayora vive la Feria de La Miel, donde se puede degustarla, aparte de ver las más antiguas costumbres de la zona.
En el sector secundario, la central nuclear de Cofrentes es uno de los lugares que más empleos produce. El textil y la construcción también tienen importancia en Ayora y son bastantes empresas las que están dedicadas a la actividad en estos sectores.
Ayora tiene un pequeño polígono industrial donde se asientan empresas locales.

## Símbolos
El escudo heráldico municipal fue aprobado el 25 de marzo de 2014, publicado en el Diario Oficial de la Generalitat Valenciana n.º 7423 del 15 de diciembre de 2014, y cuenta con la siguiente descripción:

Escudo cuadrilongo de punta redonda. En campo de azur, un castillo de plata, mazonado y aclarado de sable, sumado (en realidad, surmontado) del anagrama IHS de oro, entre palmas del mismo metal. Al todo, bordura de plata con la leyenda de sable: «Soy de la Villa de Ayora». Al timbre, corona real abierta, tradicional del Reino de Valencia.

## Administración y política
La administración local del municipio se realiza a través de un ayuntamiento de gestión democrática, cuyos componentes se eligen cada cuatro años por sufragio universal. El censo electoral está compuesto por todos los residentes empadronados en Ayora, mayores de 18 años y con nacionalidad de cualquiera de los países miembros de la Unión Europea. Según lo dispuesto en la Ley del Régimen Electoral General, que establece el número de concejales elegibles en función de la población del municipio, la Corporación municipal está formada por 13 ediles. Desde el punto de vista de la administración judicial, pertenece al partido judicial de Requena (n.º 11 de la provincia de Valencia).
| Partido político | 1979  | 1979       | 1983  | 1983       | 1987  | 1987       | 1991  | 1991       | 1995  | 1995       | 1999  | 1999       |
| Partido político | Votos | Concejales | Votos | Concejales | Votos | Concejales | Votos | Concejales | Votos | Concejales | Votos | Concejales |
| PSOE             | 1288  | 6          | 1462  | 6          | 985   | 4          | 1425  | 6          | 1028  | 4          | 1265  | 5          |
| AP y PP          | -     | -          | 1571  | 7          | 1125  | 5          | 1085  | 5          | 1766  | 7          | 1608  | 6          |
| IU y EUPV        | -     | -          | -     | -          | 401   | 1          | 621   | 2          | 722   | 2          | 501   | 2          |
| UCD              | 1271  | 5          | -     | -          | -     | -          | -     | -          | -     | -          | -     | -          |
| PCPV             | 472   | 2          | 176   | 0          | -     | -          | -     | -          | -     | -          | -     | -          |
| CDS              | -     | -          | -     | -          | 276   | 1          | 142   | 0          | -     | -          | -     | -          |
| UV               | -     | -          | -     | -          | -     | -          | -     | -          | -     | -          | 133   | 0          |
| FE-JONS          | -     | -          | -     | -          | 82    | 0          | -     | -          | -     | -          | -     | -          |
| Independientes   | -     | -          | -     | -          | 524   | 2          | -     | -          | -     | -          | -     | -          |

| Partido político  | 2003  | 2003       | 2007  | 2007       | 2011  | 2011       | 2015  | 2015       | 2019  | 2019       |
| Partido político  | Votos | Concejales | Votos | Concejales | Votos | Concejales | Votos | Concejales | Votos | Concejales |
| PSOE              | 1469  | 6          | 1630  | 6          | 1339  | 5          | 664   | 3          | 1023  | 4          |
| PP                | 1699  | 6          | 1469  | 6          | 1627  | 7          | 1603  | 7          | 1571  | 7          |
| EUPV              | 332   | 1          | 235   | 1          | 328   | 1          | 303   | 1          | 156   | 0          |
| Vecinos por Ayora | -     | -          | -     | -          | -     | -          | 549   | 2          | 475   | 2          |

Gobierno municipal
| Periodo   | Nombre del alcalde                                 | Partido político |
| --------- | -------------------------------------------------- | ---------------- |
| 1979-1983 | Manuel Piqueras                                    | PSPV             |
| 1983-1987 | Rafael Anaya Ginés                                 | PP               |
| 1987-1991 | Vicente Ávila Ródenas                              | PSPV             |
| 1991-1995 | Vicente Ávila Ródenas Enrique Martínez Torrecillas | PSPV             |
| 1995-1999 | Pascual Ortiz Carpio                               | PP               |
| 1999-2003 | Jesús Moreno Mut Francisco Gómez Pardo             | PSPV PP          |
| 2003-2007 | Francisco Gómez Pardo                              | PP               |
| 2007-2011 | Manuel López Gavidia                               | PSPV             |
| 2011 -    | José Vicente Anaya Roig                            | PP               |

## Servicios

### Educación

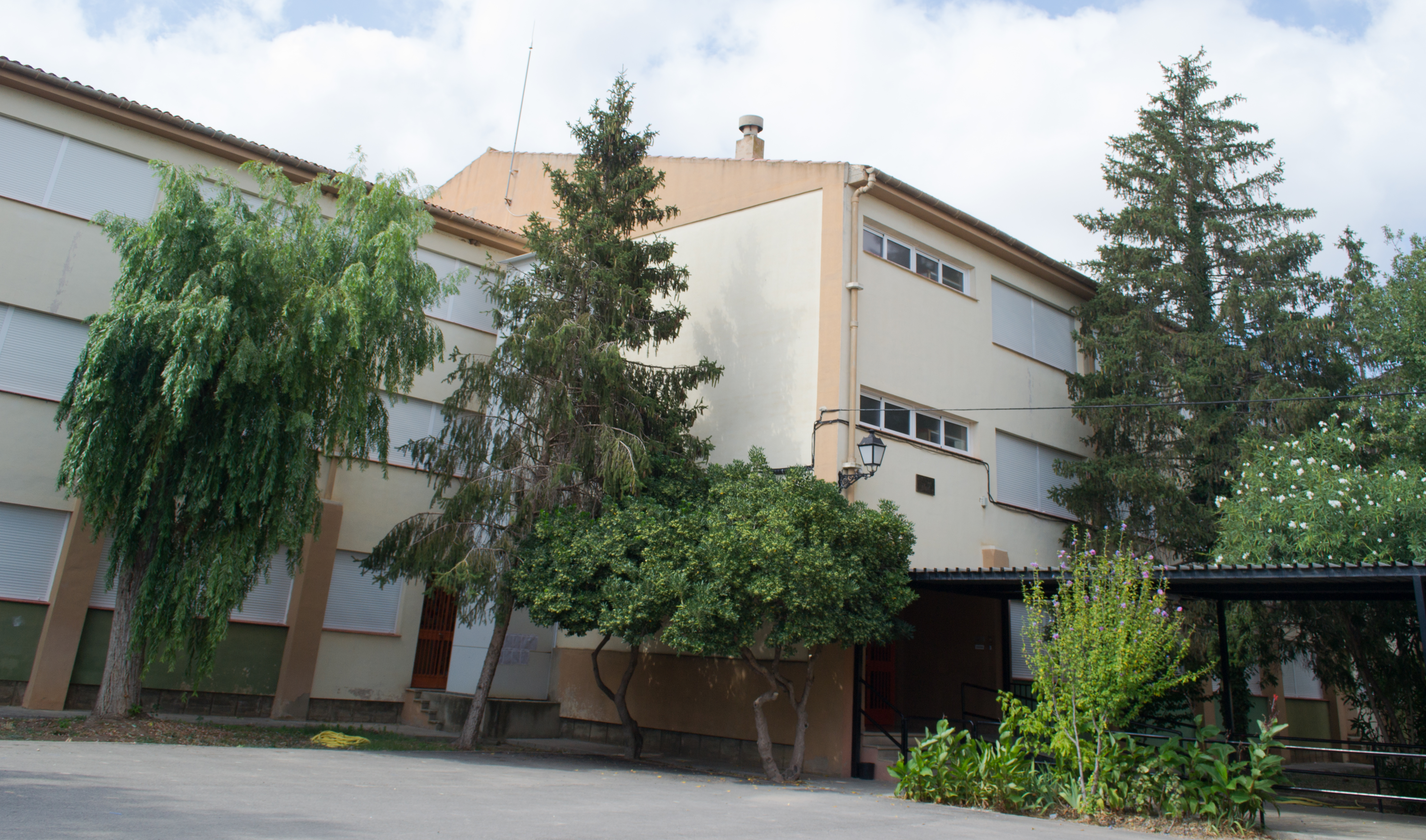
CEIP Isidro Girant

La oferta educativa existente en el municipio se concreta, a nivel público, en un centro de educación infantil y primaria, un instituto de educación secundaria y un Centro de Educación de Personas Adultas, y a nivel privado, en un centro de educación infantil y una escuela de música.
| Centro                                   | Tipo    | Educación           | Centro                    | Tipo    | Educación |
| ---------------------------------------- | ------- | ------------------- | ------------------------- | ------- | --------- |
| Centro de educación infantil Ninos Ayora | Privado | Infantil            | CEPA Valle de Ayora       | Público | Adultos   |
| CEIP Isidro Girant                       | Público | Infantil y Primaria | Sociedad Musical Ayorense | Privado | Musical   |
| IES Fernando III                         | Público | Secundaria          |                           |         |           |

### Sanidad y servicios sociales

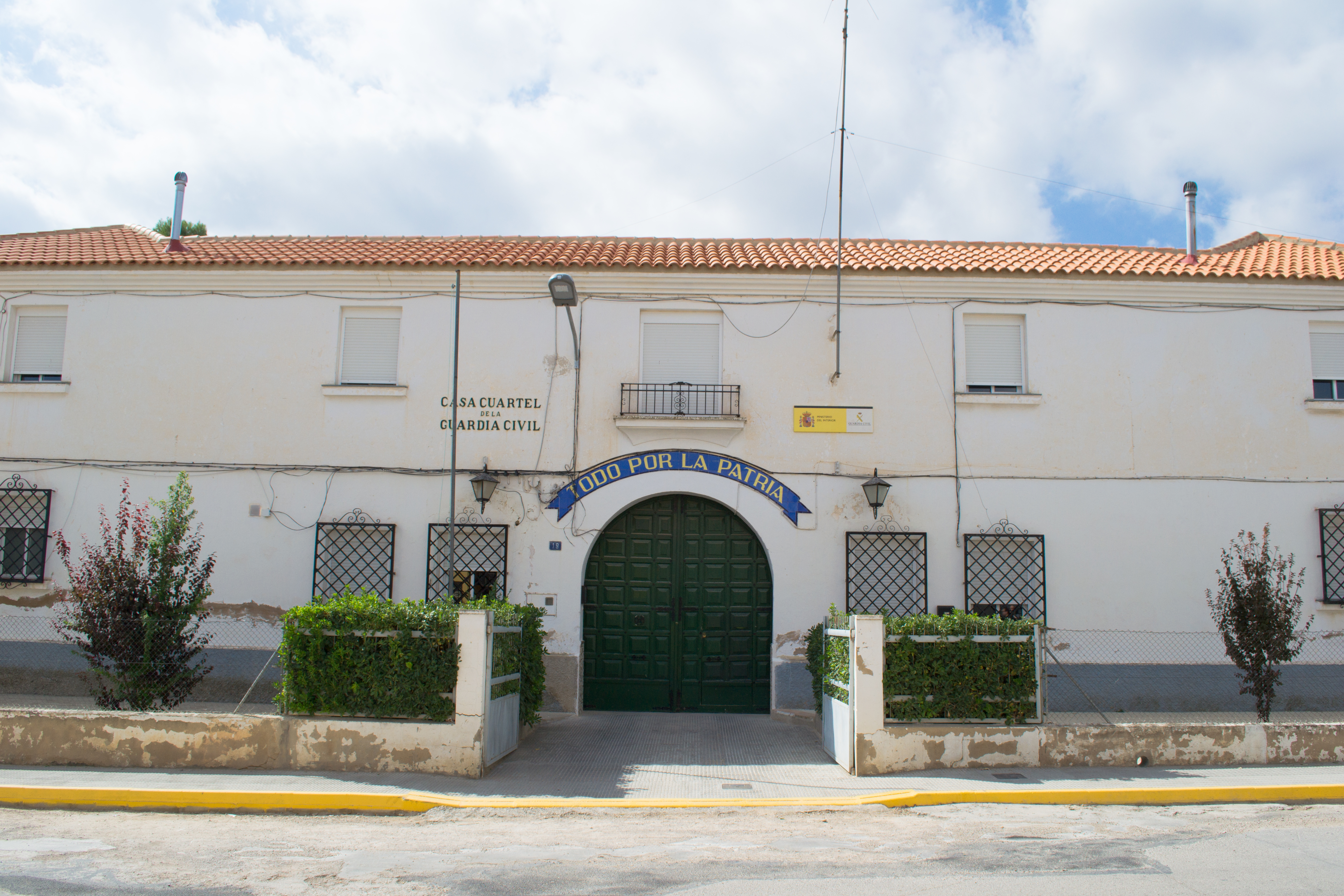
Casa cuartel de la Guardia Civil

El sistema sanitario es gestionado por la Consejería de Sanidad Universal y Salud Pública de la Generalidad Valenciana. El municipio, enmarcado dentro del Departamento de Salud de Requena, cuenta con un centro de salud, cabecera de una Zona Básica de Salud en la que también se encuadran Teresa de Cofrentes y Zarra. A nivel hospitalario le corresponde el Hospital de Requena. Además, el municipio cuenta con una asamblea de Cruz Roja Española y dos farmacias. En cuanto a servicios sociales, Ayora cuenta con un centro mixto que funciona como residencia y centro de día para personas mayores y como residencia y centro ocupacional para personas con discapacidad, y con el centro ocupacional Avance.

### Seguridad ciudadana
El municipio cuenta con Policía Local y con un puesto de la Guardia Civil. Al igual que en el resto de la Comunidad Valenciana, está operativo el sistema de Emergencias 112, y cuenta con un puesto de Protección Civil y con un parque voluntario de bomberos.

## Monumentos y lugares de interés

### Castillo

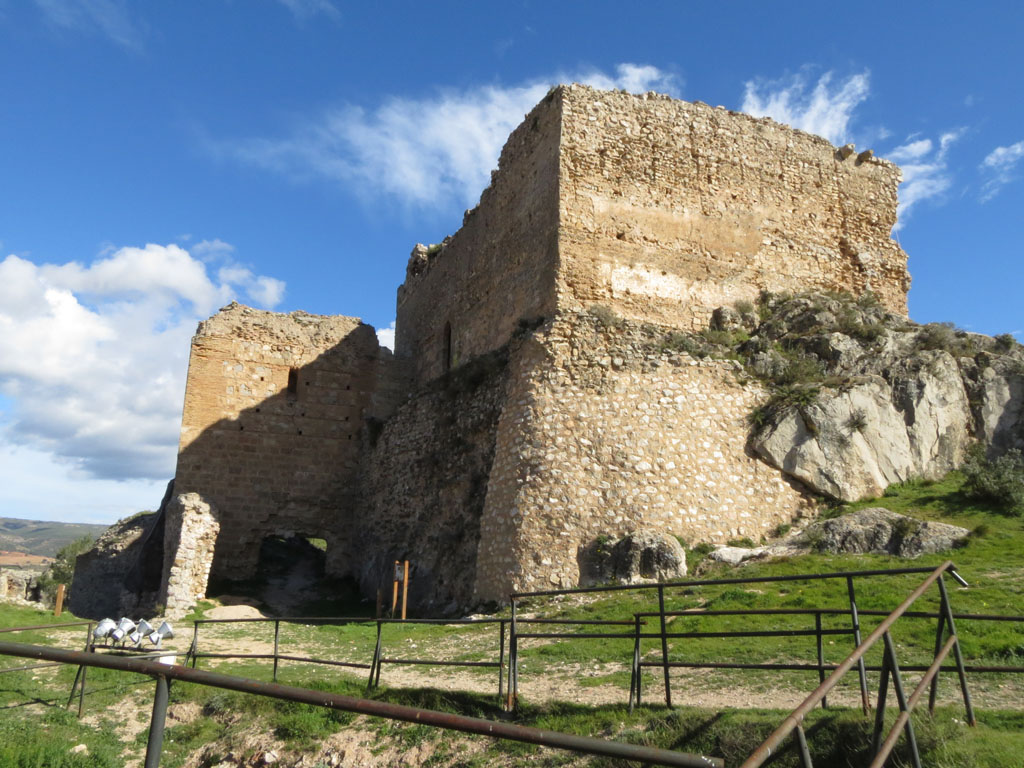
Castillo fortaleza de Ayora, duque del infantado, marquesado de Zenete

Palacio-Fortaleza del duque del Infantado. Este monumento se sitúa en una elevación en el centro de la villa. Edificado posiblemente a mediados del siglo XIII, tras la reconquista cristiana, sobre una antigua construcción árabe. El conjunto estuvo compuesto por el palacio-residencia de cuatro plantas, tenía dos plazas fuertes y una gran torre del homenaje, además de otras dependencias para soldados y servidumbre, aljibes y jardines. El conjunto estaba rodeado por cerca de mil metros de murallas y torreones de defensa. El castillo quedó arruinado por las tropas de Felipe V en la Guerra de Sucesión Española, pero su hermoso perfil y sus grandes dimensiones todavía evocan su presencia histórica. Entre sus restos cabe destacar la torre del homenaje, de planta cuadrada, la «puerta falsa», mandada construir por la marquesa del Zenete en el siglo XVI, sobre la que está su escudo de armas, así como lienzos, murallas, cubos, fosos, cisternas.

### Iglesia parroquial de Nuestra Señora de la Asunción
El patrimonio eclesiástico tiene gran trascendencia en la localidad. Mención especial merece la iglesia parroquial de Nuestra Señora de la Asunción, uno de los máximos exponentes de la arquitectura renacentista de la Comunidad Valenciana.

### Iglesia de Santa María la Mayor

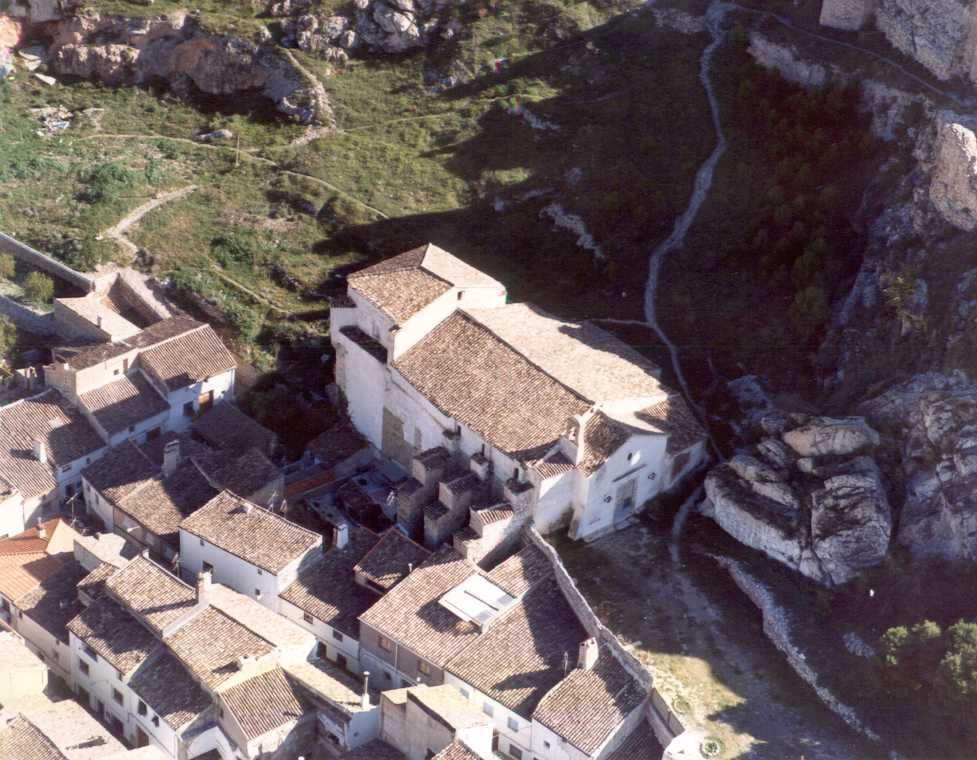
Iglesia de Santa María la Mayor

Está situada en el recinto amurallado que dominaba la población. Se sabe que existía en época musulmana y la parroquia debió fundarse tras la reconquista, sobre una antigua mezquita, hacia el siglo XV. Abandonada y posiblemente dañada en la Guerra de Sucesión, en la que el castillo fue destruido, sufrió una importante renovación a comienzos del siglo XVIII ya que consta documentalmente su devolución al culto en 1722 tras un paréntesis en el que estuvo en ruinas. Iglesia es de una sola nave, con capillas laterales y ábside trapezoidal. La nave consta de una serie de tramos y cinco arcos apuntados de luces desiguales que oscilan entre los 7,5 y 9,6 m; de trazado rebajado y teniendo los tres primeros el vértice del arco desplazado respecto al eje de la nave, producto de antiguas reparaciones. En el altar mayor hay un retablo de madera de estilo barroco que contiene la imagen de San Blas. Está recorrido por diferentes figuras talladas así como con decoración vegetal. A la derecha está la sacristía.

### Ermitas

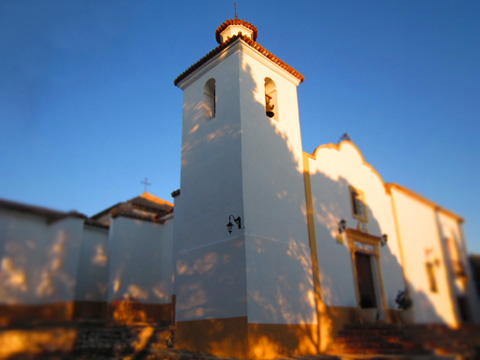
Ermita de la Virgen del Rosario

Ayora dispone de multitud de ermitas a lo largo del municipio, de singular belleza por su situación en el entorno natural:
- Ermita de la Virgen del Rosario.
- Ermita del Santo Ángel.
- Ermita de la Cruz.
- Ermita de San Antón.

Otras enclavadas dentro de la propia población como:
- Santa Bárbara.
- Santa Lucía.
- San José.

### La Lonja
Edificada en 1892 sobre el solar del antiguo Ayuntamiento. Su airosa estructura metálica es modernista y se sitúa en el centro del pueblo, al inicio de la plaza Mayor.

### Calle de la Marquesa de Zenete
Se tiene constancia de su importancia desde 1550. Cavanilles, geógrafo y botánico valenciano la describió como 'superior a cuantas hay en el Reino, sin exceptuar las de la capital'. Tiene 10 m de ancha y 376 m de larga. Tiene varias casas nobles, algunas con interesantes fachadas modernistas.

### Calle de San José
Sobre el barrio de la solana. La calle está adoquinada totalmente y finaliza en la ermita de su mismo nombre, Ermita de San José. Es una calle empinada y extensa donde y desde lo alto de calle se pueden ver vistas muy bellas de Ayora.

### Convento de San Francisco

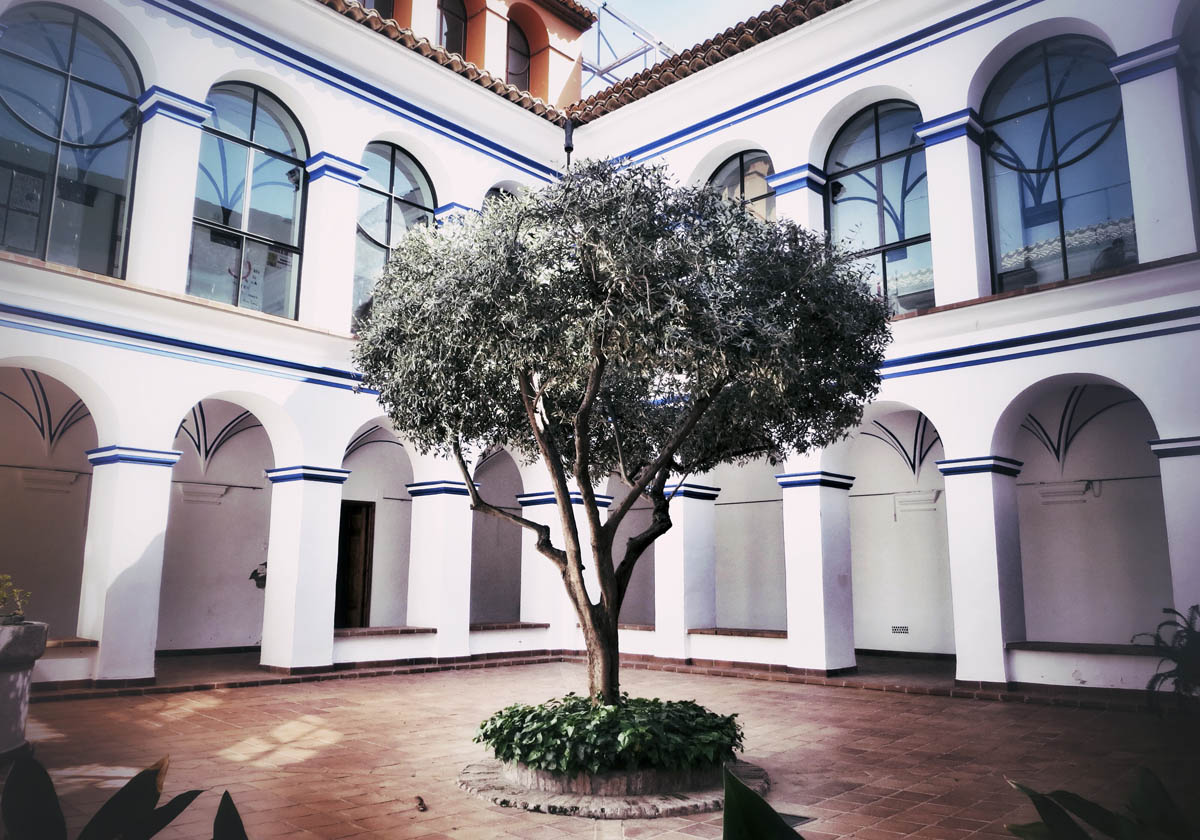
Convento de San Francisco

Fundado por la orden franciscana, su construcción data de 1573, aunque fue reedificado en 1778. Conserva el claustro de dos pisos. Actualmente alberga la Casa de la Cultura, donde se realizan exposiciones temporales y otras actividades, y la Oficina de Turismo.

### Cruz de San Antón
Situada a la entrada de la villa desde Almansa. Cruz de término, de estilo gótico, labrada en piedra bajo un edículo con cuatro columnas que la cobija. Su construcción se atribuye a Miguel Molsós en el siglo XV. Ha sido declarado Bien de Interés Cultural (BIC) en el año 2011.

### Castellar de Meca

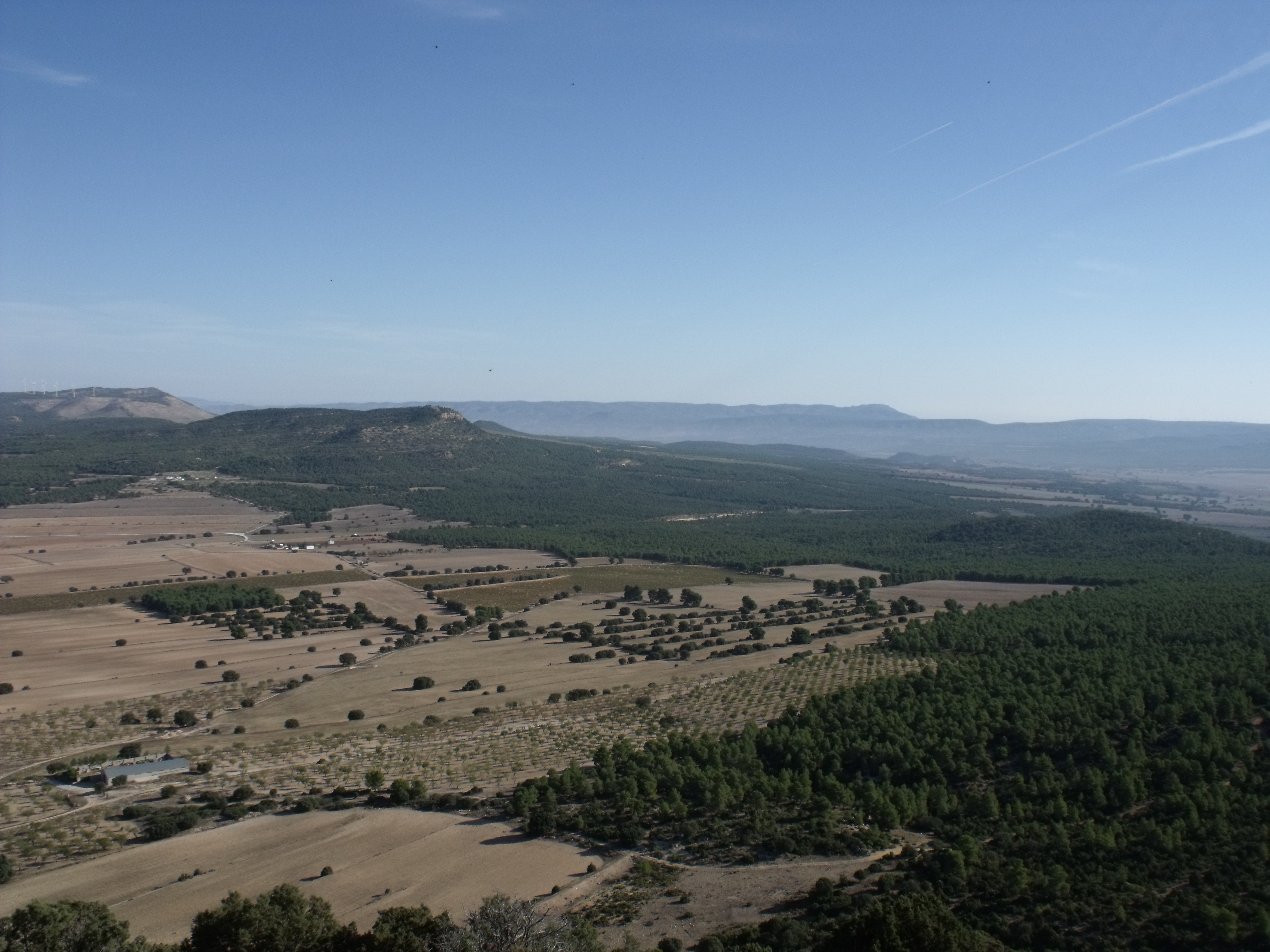
Vistas desde el poblado íbero de Castellar de Meca

Es un poblado ibérico emplazado en una alargada meseta –el puntal de Meca– situada en el extremo noroeste de la sierra del Mugrón. Constituye un impresionante conjunto, siendo una de las ciudades ibéricas de la Edad del Bronce más espectaculares de la península. Posee la declaración de Monumento Histórico Artístico Nacional desde 1931. La ciudad fortaleza, tallada en roca, sorprende por sus amplias dimensiones (ocupa más de diez hectáreas de superficie), por su compleja red de recogida de aguas (basada en canalillos y grandes y numerosos –más de un centenar– aljibes tallados en roca viva) y, sobre todo, por el camino de carros de acceso al recinto, de cerca de una kilómetro de longitud, en el que destacan las huellas abiertas en la piedra producidas por las ruedas de los carros. Además se conservan restos de las murallas ciclópeas, torres defensivas, casas semi-excavadas en la roca, escaleras, pesebres y abrevaderos. A la importancia cultural, arquitectónica y urbanística se une la espectacularidad del paisaje circundante; al estar situada a 1058 m de altura sobre el nivel del mar permite contemplar una panorámica de gran belleza.

### Pinturas rupestres de los abrigos de Tortosilla y El Sordo

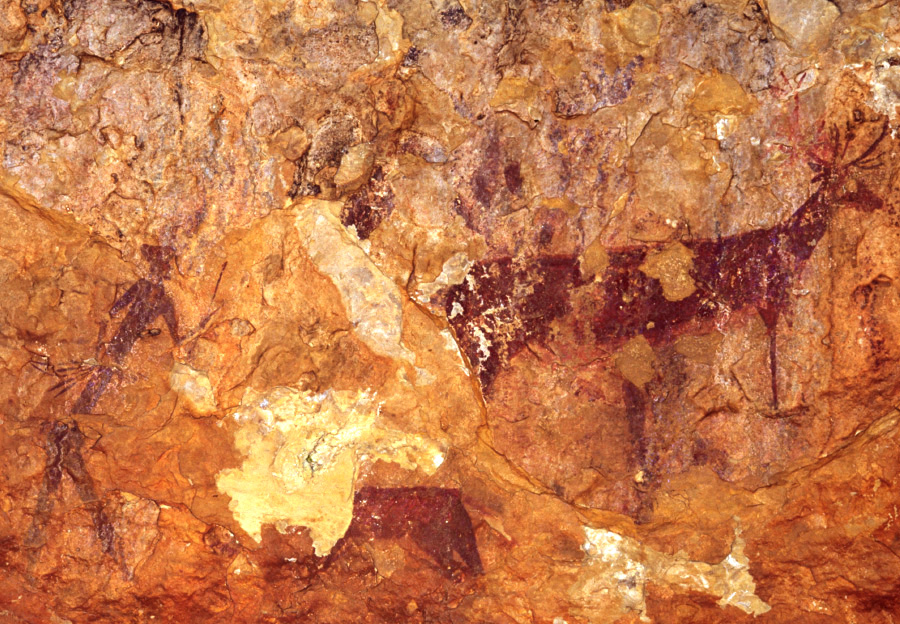
Abrigo de Tortosilla

Se encuentran situados al oeste de la población, en plena sierra, y ofrecen pinturas rupestres de 'estilo levantino' (hace 10 000 años) con temas relacionados con la caza, apareciendo representaciones animales y humanas, destacando la figura del arquero, perfectamente ejecutada y bien conservada en el abrigo del Sordo. Desde 1998 tienen la categoría de Patrimonio Mundial por la UNESCO; son, definitivamente, el primer arte ayorino y magnífico testimonio de la intelectualidad humana.

### Patrimonio natural
Ayora, con un término municipal de 446 kilómetros cuadrados, es el segundo más extenso de la provincia de Valencia. Esta extensión y su situación en el interior de la Comunidad, rodeado por montañas de considerables alturas: Puntal de Meca (1058 m), Puntal de Mediodía (1146 m), Puntal de Tortolilla (1199 m), Peñón de los Machos (1091 m) y Palomeras (1258 m) determina la existencia de una gran abundancia de recursos medioambientales y paisajísticos de gran belleza, entre los que podemos destacar:
- Sierra de Palomeras: El pico de Palomeras se encuentra a 1258 m sobre el nivel del mar, siendo el punto más alto de la comarca. En una de sus caras, a 1000 m de alturas, se puede entrar en Cueva Negra, que alcanza una profundidad de 200 m aproximadamente, con amplias galerías y con abundancia de estalactitas y estalagmitas.
- La Hunde: Al nordeste del municipio de Ayora, al pie de la Sierra Palomera o Muela de la Hunde, a 875 m de altura, hay uno de los patrimonios naturales más importantes de la Comunidad Valenciana. Con el importante caudal de la fuente de la Cadena, compone un grato paisaje, especialmente recomendable para campamentos. Ocupa un extenso pinar, muy bien cuidado, espacios para zona de acampada y zona de recreo, perfectamente equipados y una balsa circular que recoge las aguas de la Cadena. Destaca tanto su variedad faunística (jineta, jabalí, águila real, águila perdicera, ardillas...) como vegetal (arces, fresnos, carrascas, sabinas, encinas y pinos).
- La Sierra de Ayora: Al este de Ayora se sitúa la sierra, con aproximadamente 20 000 ha. Alzada a 1000 m de altitud sobre el nivel del mar, permite contemplar a vista de pájaro el Valle de Ayora y la Canal de Navarrés. Este macizo alberga en su interior multitud de enclaves naturales (fuentes, abrigos, cuevas...) interesantes por su riqueza en cuanto a flora y fauna.
- Estrecho del Sabinar: Enclave natural caracterizado por estrechos barrancos de piedra y balsas naturales.
- La Hoz: Paraje natural con abundante vegetación debido a la humedad de la zona. Se pueden encontrar diversas especias de aves como buitres.
- El Monte Mayor: Pico situado a unos dos kilómetros aproximadamente de la población con una altura de 1108 m sobre el nivel del mar, se caracteriza por la panorámica, así como por la ermita construida en su cima, objeto de peregrinación cada tres de mayo.
- Río Reconque: Río, cercano a la población, con paraje, flora y fauna típica del río.
- Valle de Ayora: Ayora constituye un punto de partida ideal para adentrarse en el Valle, que engloba las poblaciones de Zarra, Teresa de Cofrentes, Jarafuel, Jalance, Cofrentes y Cortes de Pallás.

## Cultura

### Fiestas
Los días grandes en Ayora son tres, consagrados a sus fiestas patronales:
- San Andrés, patrón de la localidad, el 30 de noviembre.

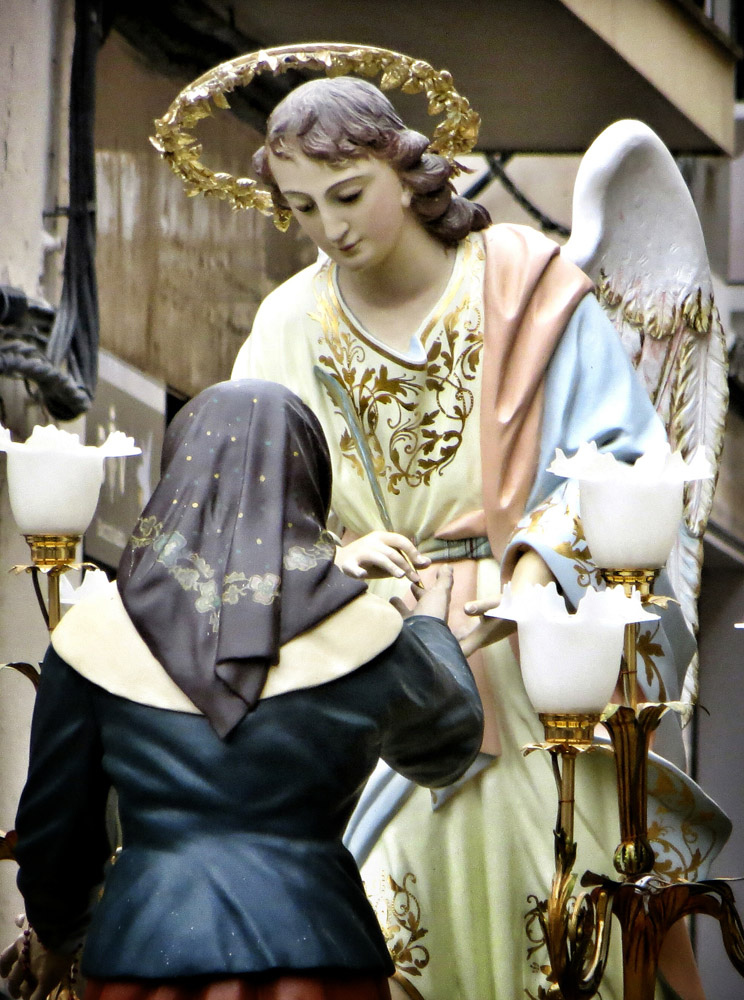
Santo Ángel de la Villa de Ayora

- El Santo Ángel Tutelar de la Villa de Ayora, el segundo lunes de enero. Como conmemoración a la aparición de un ángel a la abuela Liñana (antigua habitante de Ayora) que hizo que cesara la peste y el hambre en 1392, se hace una romería a la ermita del Ángel en los parajes del LLano, cercanos a Ayora. La procesión es multitudinaria, pues suele reunir a gran parte de la población, y termina en el Ayuntamiento donde los habitantes de Ayora piden toros a su alcalde (pues antes se celebraban en febrero, el día de San Blas).
- La Virgen de la Asunción, patrona del pueblo, el 15 de agosto. De los actos dedicados a la Virgen destacan la ofrenda de flores y la procesión. La ofrenda se realiza el día 13 y junto a la imagen Nuestra Señora se depositan incontables ramos de flores que todos los ayorinos, de manera individual o por agrupaciones, entregan para adornar a la virgen en prueba de su amor. Al término de la misma, las distintas asociaciones musicales de la villa tocan y ofrecen sus mejores piezas a la Virgen para disfrute de todo el pueblo.

Las dos primeras son fiestas de un solo día, mientras que la festividad de la Virgen de la Asunción se celebra durante una semana y constituyen la fiesta más importante y visitada de Ayora.
En Ayora se celebran otras fiestas al igual que en el resto de la comarca o del país, destacando los carnavales por su particularidad y participación popular, y la Semana Santa por la vistosidad de sus procesiones.
- Fiestas de agosto. Los Toros. Se celebran del 8 al 15 de agosto y constituyen sus ingredientes principales el culto a la Virgen de la Asunción, el toreo de vaquillas y las actuaciones musicales. La principal actividad lúdica son los días de vaquillas. Para su celebración se transforma la plaza Mayor mediante la construcción de los tablaos, que son una especie de enormes burladeros cubiertos hechos de madera (y a partir de 2010, también se cubrieron de metal, generando polémica entre la población local). En la parte inferior, llamada garita, caben de 25 a 30 personas de pie, y en la superior otras tantas sentadas.
El día de vaquillas empieza a las 9 de la mañana con el pasacalle que se hace a lo largo del recorrido por calles de la localidad del encierro de reses que tiene lugar en cuanto este acaba. El pasacalle va presidido por las Reinas Mayor e Infantil y sus cortes de honor, seguidas del consistorio, las fuerzas vivas, el resto del pueblo y la Banda de Música amenizando la marcha con famosos pasodobles. Una vez acabado el pasacalle, cerrado y asegurado el recorrido y comprobado el dispositivo sanitario, tres chupinazos indican el comienzo del encierro de las reses.
Cuando el encierro ha terminado tiene en la plaza la llamada Prueba. que consiste en torear dos vaquillas de la misma ganadería que las que se torearán por la tarde, sirviendo esto para medir las características de la misma.
A las 7 de la tarde, empieza el toreo de vaquillas en la plaza. Es costumbre que el público meriendo con diversas especialidades culinarias locales, como las habas bullías, las patatas cocidas con ajo o tocino o lomo de orza.
El día termina con el toreo de vaquillas y toro embolado a las 12 de la noche en La Lonja.
- La Gazpachá: Otro de los días destacados de estas fiestas es el día de la Gazpachá. En este día todos los ayorinos se dan cita en la plaza Mayor del pueblo para rendir homenaje a su plato más típico, los gazpachos. Por cuadrillas de amigos o por familias, todos preparan la comida con esmero a lo largo de la mañana, para poder dar cuenta de unos buenos gazpachos.

Dentro de las actuaciones musicales están las tradicionales verbenas y destacan los concursos de karaoke y el concierto de algún grupo de actualidad. Por Ayora han circulado en años pasados grupos como Mecano, Radio Futura, La Dama se Esconde, El Norte, Presuntos Implicados, Loquillo, Luz, Joaquín Sabina, Héroes del Silencio, Seguridad Social, Miguel Bosé, etc. Como en toda fiesta que se precie, en Ayora pone el punto final el disparo de un castillo de fuegos artificiales.
- Carnavales: La semana de carnavales se desarrolla durante la semana del miércoles de ceniza. En tiempos pasados era una fiesta que se desarrollaba plenamente en la calle, pero ahora se celebran la mayoría de los actos en el recinto cerrado del Pabellón Polideportivo. Lo más característico de estos carnavales ha sido siempre los disfraces hechos de ropa vieja y usada, guardada en las casas. A una persona disfrazada así se le llama mascarote.

El mejor día de los carnavales es el miércoles de ceniza, que es cuando se desarrolla el Entierro de la Sardina, impresionante manifestación multitudinaria de dolor y alegría. Otros días señalados son el baile de la Sábana, donde el disfraz ha de ser blanco, y el baile Piñata, donde el disfraz es libre y en el que se hace el concurso de disfraces.
- Semana Santa: Los actos más vistosos son sin duda las procesiones. Todo se realiza en un día, el Viernes Santo. Durante la mañana tiene lugar la procesión que representa la pasión de Nuestro Señor Jesucristo, en las que interviene distintas cofradías con sus pasos, así como por los romanos o sallones, las Marías y la Samaritana. Comienza en el castillo de la villa y finaliza en la iglesia parroquial.

La procesión estelar es la del Entierro del Señor, por la noche. Los que siguen la procesión portan velas, en un silencio que solo rompen los tambores de los Sallones al iniciarse y la Banda de Música, interpretando una marcha fúnebre como cierre de la procesión.
- El primer corte de la miel: feria gastronómica declarada fiesta de Interés Turístico Autonómico de la Comunitat Valenciana. Se desarrolla cada puente de octubre y dura varios días.

### Deporte
Destaca la afición al cicloturismo, tanto en la modalidad BTT como carretera. Existen varias rutas para bicicleta de montaña y una marcha cicloturista que se suele celebrar en mayo.